# Arcola, Virginia
Arcola är en ort i Loudoun County i delstaten Virginia, USA.